# بنتسویل (کارولینای جنوبی)
بنتسویل(به انگلیسی: Bennettsville) شهری در ایالت کارولینای جنوبی کشور ایالات متحده آمریکا است که جمعیت آن در سرشماری سال ۲۰۱۰ میلادی، ۹٬۰۶۹ نفر بوده‌است.